# Misha Mengelberg
Misha Mengelberg (Kiev, 5 juni 1935 – Amsterdam, 3 maart 2017) was een Nederlands pianist, componist en Fluxuskunstenaar.

## Leven en werk
Misha Mengelberg gold als een van de belangrijkste hedendaagse componisten in Nederland. Hij combineerde ideeën van Fluxus en free jazz met elementen uit de geïmproviseerde muziek en de klassieke muziek.
Mengelberg was de zoon van harpiste Rahel Draber en dirigent en componist Karel Mengelberg die een neef (oomzegger) was van de dirigent Willem Mengelberg (1871-1951). Zijn moeder was joods en heeft de Tweede Wereldoorlog overleefd door met haar negenjarige zoon en echtgenoot onder te duiken in het doktershuis van Landsmeer. Op die leeftijd werd hij gezien als schaakwonder. In de jaren 1970 deed hij ook mee aan schaaktoernooien. Hij begon een kortstondige architectuurstudie en studeerde daarna tussen 1958 en 1964 compositie en muziektheorie aan het Koninklijk Conservatorium in Den Haag. Terwijl hij daar studeerde won hij de Gaudeamusprijs (1961), de eerste prijs op het Jazzfestival in Loosdrecht en kwam hij in contact met Fluxus. Een ontmoeting met John Cage tijdens de Darmstädter Ferienkurse für Neue Musik was van grote invloed op zijn werk. Andere invloeden zijn Thelonious Monk en Duke Ellington. Zijn eerste plaatopname is voor de laatste plaat van Eric Dolphy (Last Date, 1964), waarop ook Han Bennink meespeelt. In 1966 speelde hij op het Newport Jazz Festival met zijn Misja Mengelberg Quartet, bestaande uit Piet Noordijk (altsax), Rob Langereis (bas) en Han Bennink (drums).
In 1967 voegde Mengelberg zich bij het door Han Bennink en Willem Breuker geïnitieerde Instant Composers Pool-orkest (ICP Orchestra), dat muziekstijlen uit de Europese muziek verbindt met elementen uit de free jazz. Hierbij nam hij vaak het repertoire van de jazzmusici Thelonious Monk en Herbie Nichols als uitgangspunt. Mengelberg herontdekte het werk van de bijna vergeten Nichols en bewerkte een aantal van diens stukken voor de Instant Composers Pool.
In 1968 was hij mede-oprichter van de Studio voor Electro Instrumentale Muziek (STEIM) en van 1972 tot 1982 was hij voorzitter van de Beroepsvereniging van Improviserende Musici (BIM).
In 1989 kreeg hij de naar Charlie Parker genoemde Bird-prijs uitgereikt tijdens het North Sea Jazz Festival. In 2001 ontving hij de Matthijs Vermeulenprijs voor zijn Opera 2000.
Als improviserend (componerend) pianist heeft Misha Mengelberg gespeeld met vele nationale (Willem Breuker, Han Bennink, Ruud Jacobs en Piet Noordijk) en internationale grootheden, onder wie Eric Dolphy, Anthony Braxton, Sunny Murray, Peter Brötzmann, Steve Lacy, Roswell Rudd, Derek Bailey, Evan Parker, en Joey Baron.
Misha Mengelberg overleed in 2017 op 81-jarige leeftijd in een Amsterdams verpleeghuis.

## Repertoire
Hij heeft vele lp's en cd's op zijn naam staan, meestal onder het eigen label van het Instant Composers Pool Orkest. Mengelberg heeft ook composities voor anderen geschreven, waarin hij meestal enige ruimte voor vrije improvisatie overlaat. Hij heeft meegewerkt aan uitvoeringen van muziektheater, samen met onder meer Wim T. Schippers, waarbinnen humor en absurdisme een grote rol speelden. De dvd-release Afijn (ICP/Data, 2006) bevat 80 minuten documentair- en concertmateriaal uit Mengelbergs' leven en werk.

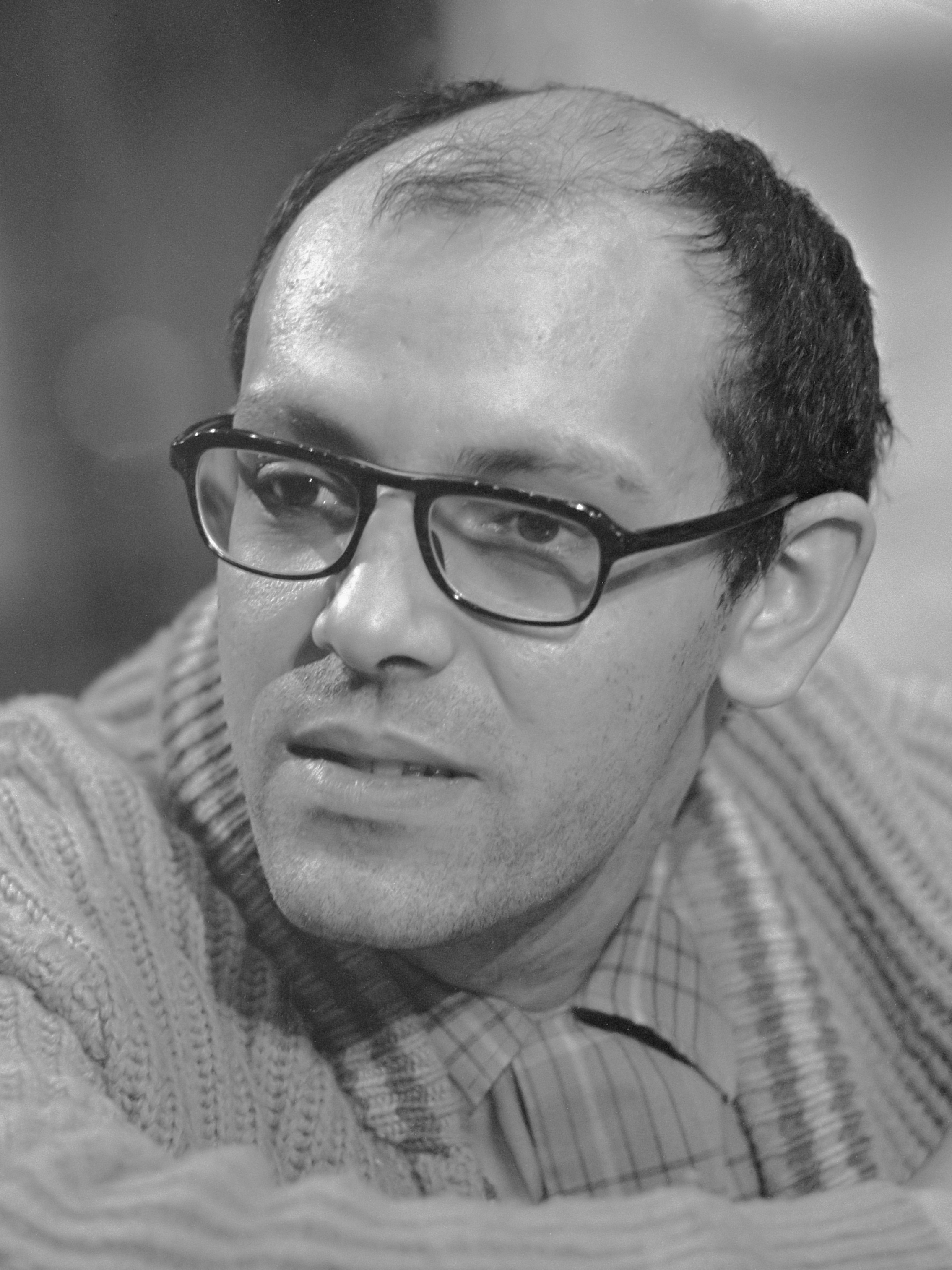
'Misja' Mengelberg in 1968
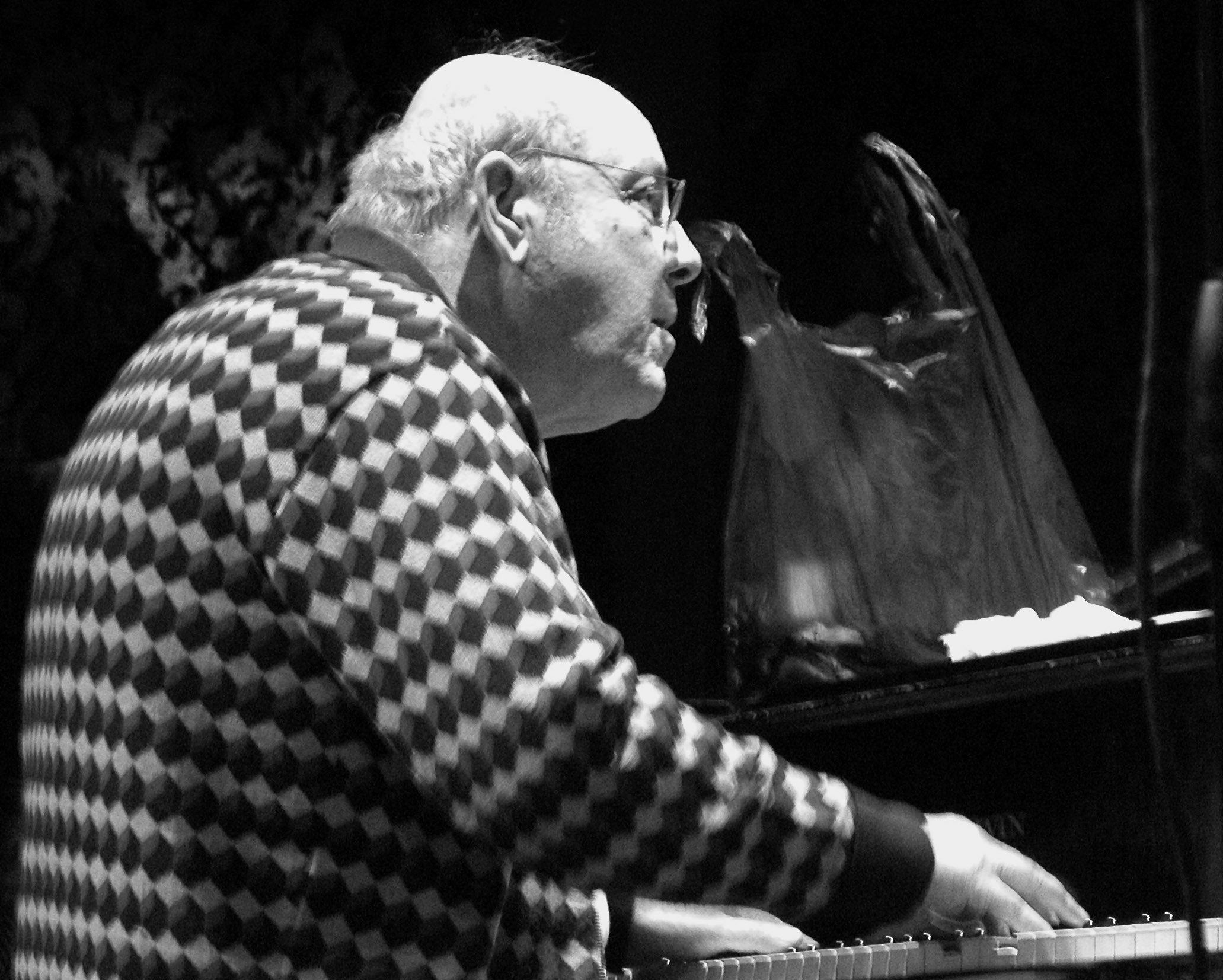
Misha Mengelberg in Chicago, november 2004
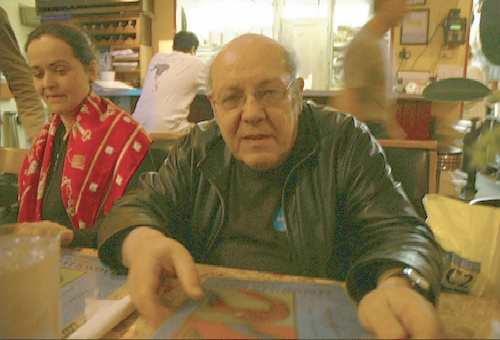
Misha Mengelberg in Austin, Texas, april 2006